# 第3軍団ガッリカ
第3軍団ガッリカ (Legion III Gallica) は、共和政末期の紀元前49年にグナエウス・ポンペイウスと共和派に対抗するためにガイウス・ユリウス・カエサルの手によって編成されたローマ軍団。「ガッリカ」の意味から編成された軍団兵が共和政ローマ支配下のガリア地方だった事が推測される。第3軍団は長く存続し、4世紀初頭までローマ軍団として存続した。軍団の紋章は牡牛である。

## 軍歴

### 共和政末期
軍団はカエサル指揮のもとファルサルスの戦い、ムンダの戦いに従軍、カエサルの暗殺後の第二回三頭政治期はマルクス・アントニウスの指揮下に入り、パルティアへの遠征に参戦した。その後アクティウムの海戦に参戦するもアントニウスが敗れ第3軍団は降伏する。指揮官のアントニウスが自死すると軍団は東方へと派遣され、属州シリアの赴任となった。

### ユリウス＝クラウディウス朝期
そして第3軍団はグナエウス・ドミティウス・コルブロが指揮官として赴任すると対パルティア戦で活躍する。しかしコルブロのこの一連の戦略的勝利は皇帝ネロを警戒させ、コルブロは自死を命ぜられ、軍団はドナウ川流域の属州モエシアに移動となった。

### フラウィウス朝、五賢帝時代
四皇帝の年（69年）には第3軍団は、最初はオトに、そしてウェスパシアヌスに従軍、そしてウィテリウスとの戦いに勝利、ウェスパシアヌスはフラウィウス朝を創設する。また、この戦いでは小プリニウスがトリブヌス・ミリトゥムを務めている。フラウィウス朝期には軍団はシリアへ駐在、2世紀の属州ユダヤにおける一連の内乱（ユダヤ戦争、バル・コクバの乱など）に抗する。五賢帝時代にはルキウス・ウェルスの指揮下で、そして後のセウェルス朝の創始者セプティミウス・セウェルスの指揮下ではパルティアとの戦いにも参加した。

### セウェルス朝期
セウェルス朝を創始したセプティミウス・セウェルスのもとでもパルティア戦役に従軍、しかし目立った功績はなかった。しかしセウェルスの息子カラカラを殺して帝位に就いたマクリヌスの治世では第3軍団はローマ軍の中心的な存在として君臨する。しかしカラカラの叔母ユリア・マエサが軍団のいるシリアに流罪となると、現地に駐在していた第3軍団を買収、軍団は彼女の曾孫エラガバルスを擁立、続くエラガバルスの治世初期まで第3軍団はローマ軍の中では精鋭となる。しかしエラガバルスから軍団は離反し元老院議員ウェルスを擁立するが失敗、ウェルスはエラガバルスによって処刑される。そして第3軍団ガッリカは廃止、軍団兵は第3軍団アウグスタへと編入され、属州アフリカへ駐在となった。しかし次の皇帝アレクサンデル・セウェルスの治世において第3軍団ガッリカは復活、再びシリアでの勤務となった。

### セウェルス朝以降
その後の軍団の記録ははっきりとしていない。323年には依然シリアの駐在だった事のみが分かっている。